# Marcus Valerius Corvus
Marcus Valerius Corvus var enligt den romerske historieskrivaren Titus Livius en romersk patricier som bland annat besegrade samniterna i slaget vid Gaurusberget år 342 f.Kr. Han var sex gånger vald till konsul, första gången blott 23 år gammal år 348 f.Kr. och sista gången år 299 f.Kr. samt tre gånger romersk diktator och dessutom kurulisk edil (aediles curules) 21 gånger.

## Karriär
349 f.Kr. tjänstgjorde han som militärtribun under ett fälttåg mot gallerna i norra Italien.

### Legend
Enligt legenden utmanade en storväxt gallisk krigare vilken romare som helst till envig. Valerius fick konsulns medgivande att acceptera utmaningen. När de närmade sig varandra, slog sig en korp ner på Valerius hjälm och distraherade fienden genom att flyga framför hans ansikte. Valerius lyckades döda gallern. I den efterföljande striden besegrades gallerna i grunden. Så förtjänade Valerius sitt tillnamn Corvus som betyder korp på latin.

## Fortsatt karriär
Corvus popularitet steg avsevärt efter romarnas seger och han valdes 348 f.Kr. till konsul i sin frånvaro på förslag av Titus Manlius Imperiosus Torquatus. Corvus var då blott 23 år. Samma år bröt det första samnitiska kriget ut och Corvus sändes till fronten där han vann en seger över samniterna i slaget vid Gaurusberget.